# Tomáš Vlk
Tomáš Vlk (* 3. Juli 1995) ist ein tschechischer Grasskiläufer. Er nimmt seit 2008 an Wettkämpfen im Tschechien-Cup teil und startete 2010 erstmals im Weltcup.

## Karriere
Tomáš Vlk startete ab 2008 bei Rennen im Tschechien-Cup. In seiner jeweiligen Altersklasse erzielte er von Beginn an Podestplätze und bald die ersten Siege. Er gewann 2008 die Gesamtwertung in der und erzielte 2009 den zweiten Gesamtrang in der Klasse der 12- bis 14-Jährigen.
Neben dem Tschechien-Cup war Vlk bisher nur bei wenigen Weltcuprennen im Einsatz. Zu Beginn der Saison 2010 nahm er in Čenkovice erstmals an Weltcuprennen teil, blieb aber nach zwei Ausfällen noch ohne Punkte. Ein Jahr später bestritt er in Olešnice v Orlických horách sein nächstes und in der Saison 2011 einziges Weltcuprennen. In dieser Super-Kombination erreichte er den 19. Platz, womit er erstmals Weltcuppunkte gewann. Im Jahr 2012 startete Vlk weder bei Weltcuprennen noch im Tschechien-Cup.

## Erfolge
- Weltcup: eine Platzierung unter den besten 20